# Veszta
A Veszta a görög Hesztia, Vesztia latin alakjából ered. A név egy "ég, fénylik" jelentésű szankszrit szóból származik, így átvitt értelemben a jelentése tűzhely, szent tűz.

## Gyakorisága
Az 1990-es években szórványos név, a 2000-es években nem szerepel a 100 leggyakoribb női név között.

## Névnapok
- március 1.[2]
- július 17.[2]